# 孙楠
孙楠（1969年2月18日—），辽宁大连人，中国内地流行乐男歌手、词曲作者、音乐制作人、梦舟演艺明星体育俱乐部足球队队长。

## 简介
孙楠父亲是美声歌手，由于厌恶父亲的嗓音，初中后就开始到工厂打工，但因工作无聊，加上深受谭咏麟等港台流行音乐影响，最终回心转意投身歌唱行业 。
早在1990年代初期，孙楠就已经在歌坛小有成就，不过并不为大多数人所知。1999年初，随着冯小刚执导的电影《不见不散》在中国热播，孙楠由于演唱该片的同名片尾曲，以及电视剧《永不瞑目》主题曲《你快回来》，迅速在大陆走红。这首《不见不散》全程采用交响乐队现场录音，音域跨度为两个八度，极富挑战性。之后，孙楠相继演唱了《拯救》、《风往北吹》等广为传唱的歌曲。

## 经历
- 1987年－1989年北京煤矿文工团
- 1990年－1991年加入大连市歌舞团
- 1991年－1993年加入中央歌舞团（谷建芬艺术中心）
- 1990年广东音像出版社为其录制首张个人专辑《弯弯的月亮》
- 1992年作为当年中国十大歌星之一出访香港，受到热烈欢迎，此次活动为后来人们提到的首届“中国风”（其他九位成员分别是那英、解晓东、毛阿敏、蔡国庆、成方圆、杨钰莹、淘金、谢津、腾格尔）。10月在印度尼西亚举办六场“孙楠之夜”个人演唱会，这是第一位在国外举办个人演唱会的中国流行歌手。12月出访新加坡参加“首届亚洲心连心音乐节”，此次音乐节汇集了刘德华、叶倩文、巫启贤、张清芳等一批亚洲明星。
- 1993年5月正式加盟香港艺能动音有限公司，為首位與香港公司簽約之內地歌手。10月发行第二张个人专辑《我们都是伤心人》，其中大部分作品出自港台名家之手，如那英最新专辑《征服》的制作人丁晓雯，词曲作者邰正宵，林利南、熊美玲、林秋离，监制李安修、陈耀川。
- 1994年6月参加在新加坡举行的“第二届亚洲心连心音乐节”。9月与何家劲、李丽珍共赴新加坡，举办<双星伴月音乐会>。
- 1995年2月第二张个人专辑中的《谁的心忘了收》，《我们都是伤心人》，《爱你的心无法自拔》，《雨和泪》，《留什么给你》等六首歌曲，分别被刘德华、梁朝伟、古巨基、邱绮玲、李克勤、郑秀文等翻唱为粤语版。8月赴吉隆坡参加“第三届亚洲心连心音乐节”。同年，第三张个人辑《生生世世》以十万张的成绩在马来西亚写下光辉的一页。10月参加“95中国风”巡回演出，演出人员包括黄格选、高枫、孙国庆等。
- 1996年1月单曲《红旗飘飘》是孙楠签约海外唱片公司后，向内地歌坛正式推出的第一首作品，一经推出，即产生巨大的轰动，国内媒体争相报道，而此歌的音乐电视也被作为中央电视台《东方时空》栏目当年的第一号作品向全国推出。8月正式进军内地市场，签约星工场音乐娱乐有限公司。
- 1997年2月参加97年中央电视台春节联欢晚会直播节目，与众歌星演唱《一九九七》。8月在马来西亚录制第四张个人专辑《认识孙楠》，并在全亚洲同步发行。
- 1998年5月作为嘉宾出席北京大学百年校庆大型文艺晚会，现场反应热烈。后应邀参加北京交通大学、北京航空航天大学校庆晚会。6月以嘉宾的身份参加了自己偶像"谭咏麟中国巡回演唱会"，并与谭共同演唱了歌曲《朋友》，一万多歌迷观看了这场规模空前的演唱会。7月参加东方电视台庆七一大型演唱会。12月录制第五张个人专辑《不见不散》。
- 1999年4月随电影《不见不散》剧组赴香港参加首映活动。4月参加第三届“京粤港”普通话歌曲群英会，与刘德华、黎明、郭富城及大陆著名歌手同台演出。5月参加北京电视台《公益歌曲大擂台》，节目以观众现场呐喊声评分，凭内地成名作〈红旗飘飘〉两夺擂主宝座，成为参加该节目歌手中唯一蝉联擂主的歌手。
- 2000年8月参加“第17届中国电视金鹰奖”颁奖晚会。同年，加入夢舟足球俱樂部。
- 2004年孙楠加入华纳音乐，推出专辑《燃烧》。
- 2009年，孫楠加盟英皇娛樂。
- 2009年 孙楠主演电影《盗版猫》公映。
- 2009年與華語樂壇另外兩位天后級人物陳慧琳、張惠妹及澳門歌手古卓文在中國國家主席胡錦濤及國際奥委會主席羅格面前為中華人民共和國第十一屆運動會開幕式獻唱主題曲《相親相愛》。
- 2010年6月推出个人专辑《活得美好》。
- 2010年11月12日参加广州第16届亚洲运动会开幕式 与毛阿敏共同演唱亚运会主题曲《重逢》。
- 2011年11月12日“让世界听到我们的声音”北京站，拉响了孙楠世界巡回演唱会序幕。
- 2012年1月23日参加中央电视台春节联欢晚会 独唱歌曲《把幸福给你》。
- 2012年6月18日推出个人专辑《旅途》。
- 2013年2月9日参加中央电视台春节联欢晚会 独唱歌曲《净土》。
- 2013年参加《全能星战》，与其制作人金武林不断抨击年轻歌手张韶涵与吴克群而让许多电视观众感到愤愤不平，最终靠金武林给出陶喆吴克群0分而有机会进入决赛，引起观众不满
- 2014年1月30日 参加中央电视台春节联欢晚会 独唱歌曲《万泉河水》。
- 2015年參加《我是歌手》 (第三季)的比賽，第八期起接掌主持棒。在总决赛第一轮演唱后宣布退赛，由于此时是直播节目，孙楠此举引起舆论巨大的哗然及争议，网民普遍认为孙楠此举不成熟，但也有声音认为孙楠的做法是为了表达对湖南卫视“内定歌王”的不满。事后接受访问，更大言不惭地说自己为了显示“谦让”的美德而选择退赛，让不满他的粉丝大大增加。
- 2015年8月，以“羊驼”身份参加《蒙面歌王》，成为第三集歌王。最后在总决赛获得总冠军，成为第一季蒙面歌王。
- 2015年参加东方卫视《中国之星》，最后在2016年2月进入总决赛，并击败谭维维获得冠军。
- 2016年2月11日 参加中央电视台春节联欢晚会 独唱歌曲《冲向巅峰》[5]。
- 2018年2月15日 参加中央电视台春节联欢晚会，与谭维维演唱歌曲《幸福新起点》。
- 2019年1月，据《都市晨报》报道，孙楠已经一家搬出北京，定居江苏徐州三年[6]。2月4日 参加中央电视台春节联欢晚会，与张杰演唱歌曲《时间的远方》[7]。
- 2020年1月24日 参加中央电视台春节联欢晚会，与李宇春演唱歌曲《幸福长流母亲河》[8]。10月25日，参加东方卫视代际潮音竞演综艺《我们的歌 (第二季)》。
- 2021年2月12日 参加中央电视台春节联欢晚会，独唱歌曲《春的心语》[9]。
- 2022年1月31日，参加中央电视台春节联欢晚会，与谭维维演唱歌曲《春天的钟声》[10]。
- 2023年1月21日，参加中央电视台春节联欢晚会，与李克勤演唱歌曲《给所有朋友们的歌》[11]。2月2日，参加的湖南卫视与芒果TV推出的音乐类节目《声生不息·家年华》播出。
- 2024年2月9日，参加中央电视台春节联欢晚会，与张杰一同表演节目《龙》[12]。5月31日，以补位歌手身份参加由湖南卫视与芒果TV播出的音乐实境秀节目《歌手2024》[13]。8月30日，加盟的综艺《下一战歌手》播出。

## 作品

### 音乐作品
- 《留什么给你》
- 《红旗飘飘》
- 《你快回来》
- 《拯救》
- 《风往北吹》
- 《缘分的天空》
- 《为爱说抱歉》
- 《是否愛過我》
- 《燃烧》
- 《忘不了你》
- 《美丽的神话》（与韩红合唱）
- 《爱在北京》（2008年北京奥运会征集歌曲）
- 《在这里》（2008年北京奥运会征集歌曲）
- 《永远的朋友》(2008年北京奥运会歌曲)(與李玟 張惠妹兩位歌手分別合唱)
- 《新的天地》（纪录片《辉煌中国》主题曲）
- 《够朋友》（与古巨基合唱）
- 《地球人醒来吧》（与谭咏麟合唱）
- 《兄弟班》（电影《兄弟班》主题曲）
- 《国际歌》（电影《1921》主题曲，与周深合唱）
- 《中国加油歌》（2020年东京奥运会天猫主题曲，与周深合唱）

### 专辑列表
- 1990年《弯弯的月亮》
- 1994年2月《我们都是伤心人》
- 1995年8月《生生世世》
- 1997年8月《认识孙楠》
- 1999年10月《南极光》
- 2001年4月《楠得精彩》
- 2002年12月《缘份的天空》
- 2003年《第一楠主角》
- 2004年1月14日《燃烧》
- 2005年9月23日《忘不了你》
- 2010年6月《活的美好》
- 2011年6月15日《第一楠主角2011》
- 2012年6月15日《旅途》

### 单曲
- 2005年《只要有你一起唱》《忘不了你》
- 2009年12月1日《痛快》
- 2010年6月《爱你爱不够》《蓝天》
- 2010年11月《重逢》
- 2011年《承诺》
- 2012年《把幸福给你》
- 2017年《地球人醒來吧》《新的天地》
- 2018年《兄弟班》

### 演唱会
- 2003年10月11日“楠得精彩”巡回演唱会长春站（五环体育馆）
- 2004年9月24日“楠得精彩”巡回演唱会大连站（人民体育场）
- 2004年10月14日“楠得精彩”巡回演唱会上海站（虹口体育场）
- 2004年12月24日“楠得精彩”巡回演唱会北京站“音乐盛典篇”（工人体育馆）
- 2006年3月11日“楠得精彩”巡回演唱会无锡站“突破篇”（无锡市体育馆）
- 2006年12月1日“楠得好声音”深圳演唱会（世界之窗环球舞台）
- 2008年7月12日“只有爱”北京演唱会（北京展览馆剧场）
- 2008年9月15日“祥云剧场”特别演唱会（北京奥林匹克公园）
- 2008年11月17日“不见不散”加拿大演唱会多伦多站（华玛赌场娱乐演奏厅）
- 2009年7月19日“相约体育场，不见不散”公益演唱会（大连人民体育场）
- 2010年9月28日“唱得痛快”江阴演唱会（江阴体育中心体育馆）
- 2010年11月5日“唱得痛快”无锡演唱会（无锡市体育馆）
- 2011年11月12日“让世界听到我们的声音”世界巡回演唱会北京站（国家体育馆）
- 2012年1月7日“让世界听到我们的声音”世界巡回演唱会广州站（海心沙亚运公园）
- 2012年6月10日“让世界听到我们的声音”世界巡回演唱会大连站（金州新区体育场）
- 2012年8月4日“让世界听到我们的声音”世界巡回演唱会重庆站（重庆市奥林匹克体育中心）
- 2012年9月1日“让世界听到我们的声音”世界巡回演唱会上海站（梅赛德斯-奔驰文化中心）
- 2015年6月20日“楠得精彩”音乐朋友圈音乐会澳门站（银河百老汇）
- 2015年12月19日“乐在其中”世界巡回演唱会上海站（梅赛德斯-奔驰文化中心）
- 2015年12月24日“乐在其中”世界巡回演唱会北京站（首都体育馆）
- 2016年4月17日“乐在其中”世界巡回演唱会纽约站（康州金神大赌场）
- 2016年6月23日“飞鸟毕业会”孙楠交响人生演唱会（北京鸟巢国家体育场）
- 2016年7月16日“乐在其中”世界巡回演唱会东莞站（新篮球中心）
- 2016年11月18日“乐在其中”世界巡回演唱会悉尼站（奥林匹克公园）
- 2016年11月26日“乐在其中”世界巡回演唱会佛山站（岭南明珠体育馆）
- 2017年1月29日“乐在其中”世界巡回演唱会洛杉矶站（金泉赌场度假村）
- 2017年4月29日“乐在其中”世界巡回演唱会成都站（四川省体育馆）
- 2017年7月22日“乐在其中”世界巡回演唱会杭州站（黄龙体育中心体育馆）
- 2019年8月24日“乐在其中”世界巡回演唱会澳门站（新濠影汇综艺馆）
- 2022年1月9日“楠得见面”XR线上直播演唱会（抖音）

### 现场演出
- 2008年 参加迎奥运歌曲《北京欢迎你》的录制，与群星合作并参加奥运倒计时100天晚会。

### 綜藝節目
- 2013年 全能星战
- 2015年 我是歌手、蒙面歌王、12道锋味
- 2015-16年 中国之星
- 2016年 蒙面唱将猜猜猜
- 2020年 我们的歌 (第二季)
- 2023年 聲生不息·家年華
- 2024年 歌手·2024

## 获奖
1996 
- 上海「中国十大金曲颁奖典礼」，十大金曲《红旗飘飘》。

1997
- 《淡淡的忧》获得年度十大金曲。

1998
- 《不见不散》单曲获得奖项：
  - 西安音乐台98十大金曲奖。
  - 抚顺电台十金曲奖。
  - 「上海东方风云榜」十大金曲
  - 新疆音乐台「先锋音乐榜」98十大金曲。
  - 「北京晚报」民意票选99年最喜欢歌曲第一名。
  - 「音像杂志」刊发「音像世界排行榜」第一名。
  - 中央人民广播电台「中国流行歌曲榜」，98年中评选「最受欢迎歌手奖_孙楠」。
  - 中央人民广播电台「中国流行歌曲榜」，98年中评选十大金曲。
  - 120家电台联合评选99年季选十大金曲，金奖。
  - 广州至尚音乐城，最佳飞越男歌手奖 _孙楠。
  - 汕头音乐台十大金曲奖、最受媒体注目奖。

1999-2003
- 《新视野》单曲获黑龙江音乐冠军金曲奖。
- channel [V]神州音乐特别奖十大金曲奖、优秀歌曲奖、最佳歌曲奖。
- 中央人民广播电台_台港澳广播中心颁发「吉马杯原创金曲奖」99年度十大金曲奖。
- <你快回来>获99辽宁文艺台歌坛十大金曲奖、歌坛最具实力演唱奖。
- 获 FM97.4北京音乐台「中国歌曲排行榜」优秀影是金曲奖、最佳男歌手奖。
- 获99健牌「中国原创歌曲榜」十大金曲奖。
- 上海「东方风云榜」，99年度十大金曲奖、最受欢迎男歌手奖。
- 《你快回来》单曲，获99中央人民广播电台「中国流行歌曲榜」十大金曲。
- 《没完没了》单曲获最佳对唱奖。
- 连98-99年度两届最佳男歌手奖。
- 云南音乐台「云岭风云榜」99年度十大金曲、跨世纪最受欢迎歌手大奖

2008
- 2008年度十大勁歌金曲最受歡迎華語歌曲金獎：《心裏話》

## 外部連結
- 孙楠的新浪微博
- 孙楠在香港影庫上的簡介
- 孙楠在豆瓣上的资料（简体中文）
- 曝孙楠遭封杀